# 드미트리 하린
드미트리 빅토로비치 하린(러시아어: Дми́трий Ви́кторович Ха́рин, 1968년 8월 16일, 소련 러시아 SFSR 모스크바 ~ )은 러시아의 전 축구 선수이다. 현역 시절 포지션은 골키퍼였다.

## 국가대표팀
카린은 지난 1988년 하계 올림픽에서 당시 비쇼베츠 감독이 이끄는 소련 대표팀의 주전 골키퍼로서 금메달을 이끌었으며, 유로 92 대회에서는 독립국가연합 대표로 출전했었다. 그리고 1994년 FIFA 월드컵에서는 비록 조별리그에서 탈락했지만, 러시아 대표팀의 주장으로 출전하기도 했다.

## 경력
- 1988년 하계 올림픽 소련 국가대표
- UEFA 유로 1992 독립국가연합 국가대표
- 1994년 FIFA 월드컵 러시아 국가대표
- UEFA 유로 1996 러시아 국가대표

## 수상
CSKA 모스크바
- 1991년 소비에트 탑 리그 우승
- 1992년 러시아 프리미어리그 우승

 셀틱
- 스코틀랜드 프리미어리그 : 2000-01, 2001-02

 소련
- 1988년 하계 올림픽 금메달